# Saroniska bukten

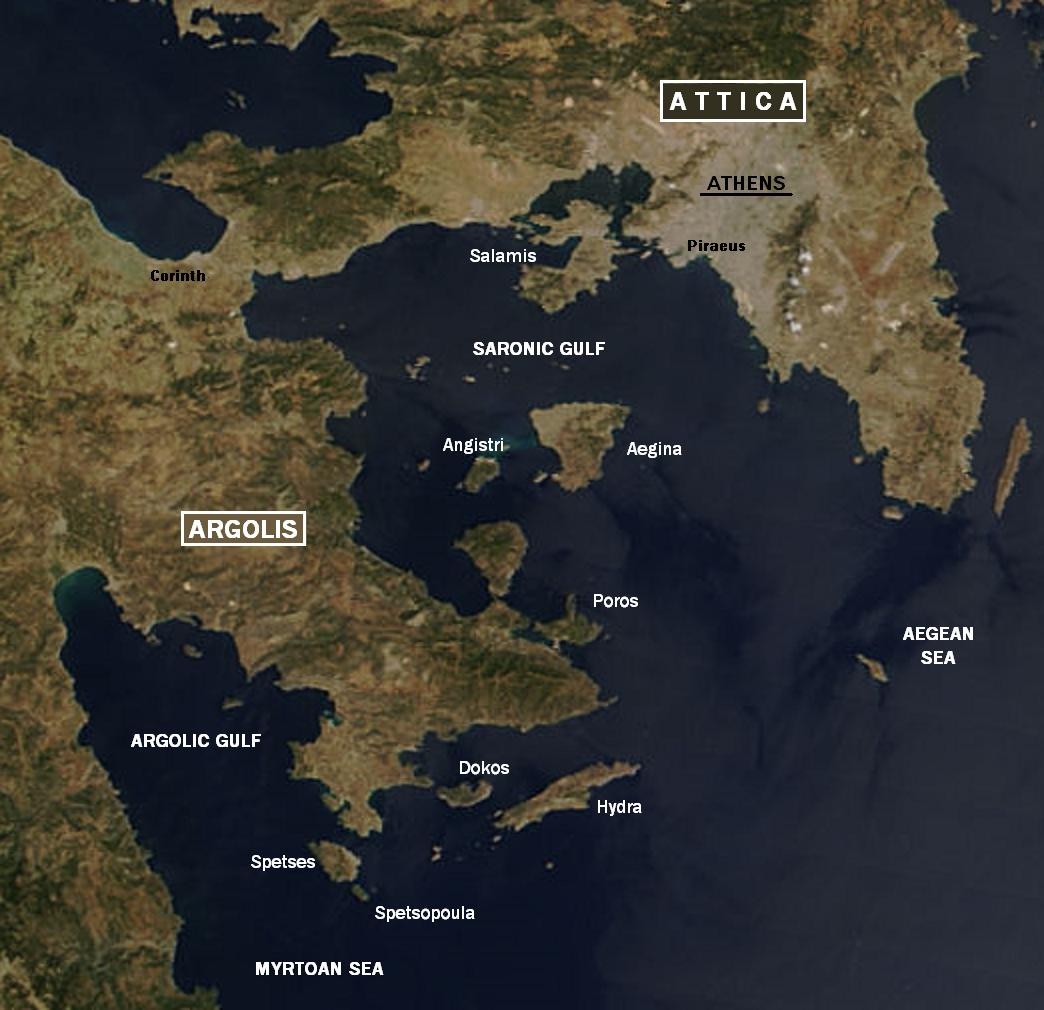

Saroniska bukten (Eginabukten) är det öppna vatten i Egeiska havet som ligger söder om Aten och Pireus i Attika och norr om Peloponnesos i Grekland. Namnet kommer från den mytiske kungen Saron, och enligt den antika legenden fanns här en port till underjorden.
I Saroniska bukten ligger de Saroniska öarna, bland annat Salamis, Egina och Poros. Bukten utgör Korintiska näsets västra kust och förbinds med Korintiska viken genom Korintiska kanalen. Utanför bukten ligger ögruppen Kykladerna. Floden Kefissos utmynnar i Saroniska bukten.